# Litauische Eishockeyliga 2009/10
Die Saison 2009/10 war die 19. Spielzeit der litauischen Eishockeyliga, der höchsten litauischen Eishockeyspielklasse. Meister wurde zum ersten Mal in der Vereinsgeschichte überhaupt Sporto Centras Elektrenai.

## Modus
In der Hauptrunde absolvierte jede der vier Mannschaften insgesamt zwölf Spiele. Der Erstplatzierte der Hauptrunde wurde Meister. Für einen Sieg nach regulärer Spielzeit erhielt jede Mannschaft drei Punkte, bei einem Sieg nach Overtime gab es zwei Punkte, bei einer Niederlage nach Overtime gab es ein Punkt und bei einer Niederlage nach regulärer Spielzeit null Punkte.

## Hauptrunde
|    | Klub                      | Sp | S | OTS | OTN | N | Tore   | Punkte |
| -- | ------------------------- | -- | - | --- | --- | - | ------ | ------ |
| 1. | Sporto Centras Elektrenai | 11 | 9 | 0   | 0   | 2 | 103:50 | 27     |
| 2. | LRK Kedainiai             | 11 | 7 | 0   | 0   | 4 | 93:54  | 21     |
| 3. | Velniai Kaunas            | 12 | 4 | 1   | 0   | 7 | 54:85  | 14     |
| 4. | Sūduva Marijampolė        | 12 | 2 | 0   | 1   | 9 | 45:106 | 7      |

Sp = Spiele, S = Siege, N = Niederlagen, OTS = Overtime-Siege, OTN = Overtime-Niederlage

## Auszeichnungen
Bester TorhüterLukas Jaksys (LPK)
Bester VerteidigerSergejui Krumkacui (LPK)
Bester StürmerRaimondui Strimaiciui (LPK)
TopscorerOlegas Sybajevas (Sporto Centras) - 23 Scorerpunkte